# Laxmipura, Mysore
Laxmipura là một làng thuộc tehsil Mysore, huyện Mysore, bang Karnataka, Ấn Độ.